# 관계의 일변
관계의 일변(a side of a relationship)은 대한민국에서 제작된 김기림 감독의 2023년 드라마 영화이다. 김지민 등이 주연으로 출연하였다.

## 출연

### 주연
- 김지민 : 경람 (간극) / 순경 1 역 (터치드)
- 권기범 : 진훈 (간극) / 규훈 역 (급한 사람들)
- 정수지 : 민서 역 (간극)
- 박상현 : 중석 역 (급한 사람들)
- 윤영균 : 민욱 역 (급한 사람들)
- 류준열 : 재현 (급한 사람들) / 커플 남자 역 (노웨어)
- 이원규 : 진철 (노웨어) / TV 목소리 역 (터치드)
- 우현아 : 소은 (노웨어) / TV 목소리 역 (터치드)
- 김현우 : 권현석 역 (터치드)
- 변에스더 : 이시현 역 (터치드)

### 조연
- 백종환 : 트럭 기사 역 (노웨어)
- 문대성 : 보스 역 (노웨어)
- 신영옥 : 구 반장 역 (노웨어)

### 단역

#### 간극
- 김예슬 : 점원 역
- 조용근 : 기자 목소리 역
- 김다슬 : 카페 손님 역
- 김창민 : 카페 손님 역
- 신민경 : 카페 손님 역
- 백소희 : 카페 손님 역

#### 급한 사람들
- 박은영 : 미연 역
- 김우수 : 기철 역
- 강동주 : 만수 역
- 이정원 : 재은 역
- 김가람 : 상담원 목소리 역

#### 노웨어
- 강병욱 : 검은 남자 1 역
- 김세환 : 검은 남자 2 역
- 곽민성 : 검은 남자 3 역
- 최규학 : 검은 남자 4 / 구경꾼 역
- 김은지 : 엄마 역
- 이채운 : 잼베 청년 역
- 박진실 : 아코디언 소녀 / 여자 베이시스트 역
- 박상협 : 키보디스트 역
- 송건우 : 남자 베이시스트 / 휴게소 구경꾼 역
- 우나영 : 휴게소 구경꾼 역
- 이나경 : 휴게소 구경꾼 역
- 최웅진 : 휴게소 구경꾼 역
- 심은혜 : 휴게소 구경꾼 역
- 박경은 : 휴게소 구경꾼 역
- 한송희 : 휴게소 구경꾼 역
- 강솔이 : 휴게소 구경꾼 역
- 최지영 : 휴게소 구경꾼 / 캬바레 손님 역
- 김수정 : 휴게소 구경꾼 역
- 김준희 : 휴게소 구경꾼 역
- 이숙열 : 휴게소 구경꾼 역
- 이혜선 : 휴게소 구경꾼 역
- 양소윤 : 캬바레 손님 역
- 조해진 : 캬바레 손님 역
- 이윤재 : 캬바레 손님 역

## 제작진
- 총괄프로듀서: 김석범
- 프로듀서: 송건우
- 프로듀서: 전우석
- 제작부: 박진실
- 제작부: 심규태
- 제작부: 송건우
- 제작부: 이채운
- 제작지원: 김준희
- 투자: 김장환
- 촬영부: 양광남
- 촬영부: 신민경
- 촬영부: 김경은
- 촬영부: 김혁중
- 촬영부: 문입생
- 촬영부: 문수빈
- 조명: 심규태
- 조명: 김혁중
- 조명: 조진우
- 조명부: 김혁중
- 조명부: 문입생
- 조명부: 문수빈
- 조연출: 송건우
- 조연출: 우나영
- 연출부: 신민경
- 연출부: 백소희
- 연출부: 양소윤
- 연출부: 우나영
- 연출부: 전해근
- 스크립터: 김다슬
- 스크립터: 김다슬
- 스크립터: 이나경
- 스크립터: 김경은
- 동시녹음: 최지영
- 동시녹음: 박상협
- 동시녹음: 임초예
- 동시녹음: 김지현
- 동시녹음: 박진실
- 동시녹음: 김예리
- 음향효과: 박상협
- 음향효과: 김기림
- 믹싱: 박진실
- 믹싱: 박상협
- 믹싱: 임초예
- 믹싱: 이한들
- 음악지원: 김기림
- 음악지원: 유병수
- 음악지원: 이원규
- 음악지원: 이승지
- 음악지원: 박종규
- 작곡: 김창민
- 작곡: 유병수
- 미술: 송미선
- 미술: 김가람
- 미술: 지웅빈
- 미술: 김지영
- 미술팀: 박수희
- 미술팀: 김수정
- 타이틀: 김유나
- 배급총괄: 권중목
- 배급책임: 이진주
- 국내배급: 강륜우
- 국내배급: 정동주
- 국내배급: 오금경
- 해외배급진행: 정인호
- 포스터: 강륜우
- 예고편: 강륜우
- B카메라: 심규태
- 연출: 김기림
- B카메라: 최웅진
- B카메라: 배준식
- C카메라: 송건우
- C카메라: 김기림
- 포커스: 심규태
- 무용총괄: 이보슬
- 베이킹총괄: 강지훈
- 번역: 이예솔
- 콘티: 김유나
- 콘티: 이정민